# Italiano (singel)
Italiano – trzeci singel Edyty Bartosiewicz pochodzący z płyty Renovatio.

## Notowania
| Lista                                | Pozycja |
| ------------------------------------ | ------- |
| Lista Przebojów Radia Merkury Poznań | 1       |
| Złota Trzydziestka Radia Koszalin    | 1       |
| TOP- 15 - Wietrzne Radio Chicago     | 2       |
| Lista Przebojów Programu Trzeciego   | 12      |
| Lista Przebojów Radia PiK            | 5       |
| Lista przebojów Portalu E-migrant    | 3       |

## Teledysk
Premiera czarno-białego wideoklipu w reżyserii Marcina Kempskiego odbyła się 27 listopada 2013. Za zdjęcia i montaż odpowiada Tymoteusz Pieszka. Scenariusz w oparciu o tradycję filmową opracowała Edyta Bartosiewicz.